# Arish

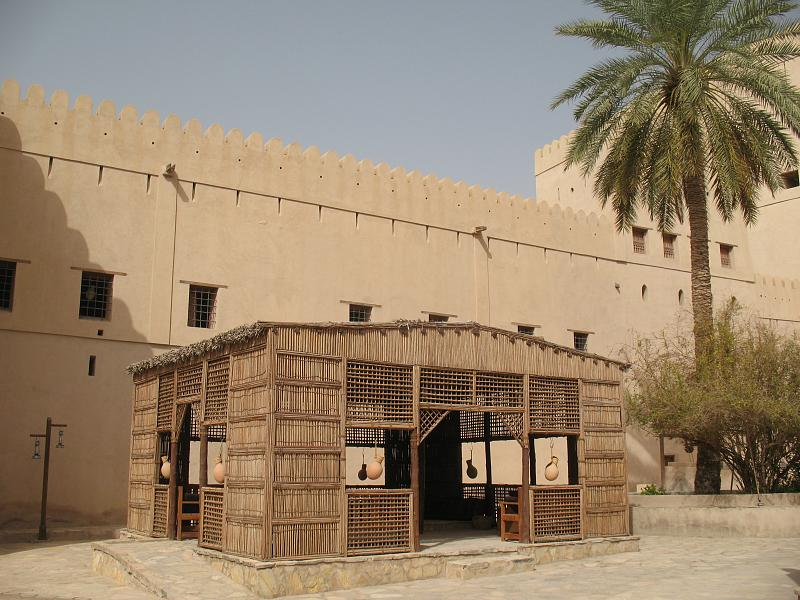
Construction en arish au fort de Nizwa, (Oman).

L'arish (ou batasti) est le nom utilisé dans la péninsule Arabique pour désigner la palme qui sert de matériau de construction et plus exactement le rachis (ou nervure centrale) de la palme du palmier (palmier-dattier ou cocotier).
C'est un matériau léger bien adapté au climat. Également peu onéreux mais éphémère, il était souvent utilisé par des descendants d'esclaves ou des pêcheurs, alors que les citadins et les marchands se construisaient des maisons en dur (calcaire).
Des techniques mixtes sont fréquemment utilisées aujourd'hui et l'architecture contemporaine renoue avec cette tradition.